# 漢弗萊斯高地

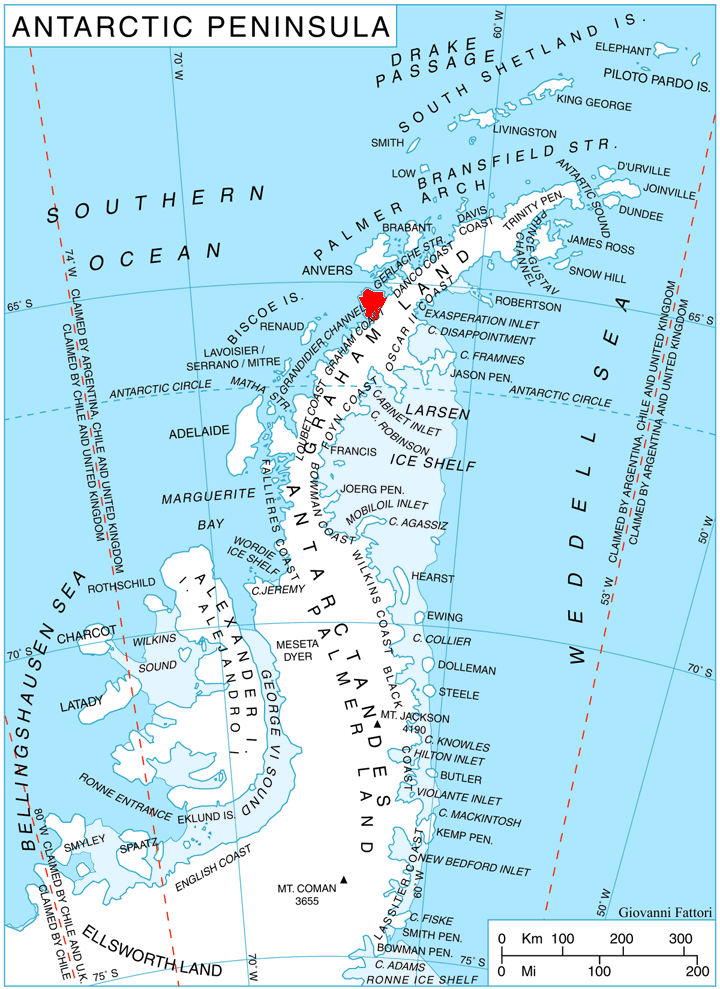

漢弗萊斯高地（英語：Humphries Heights），是南極洲的高地，位於葛拉漢地，處於基輔半島西北岸，由比利時探險隊繪入地圖，現時由南極條約體系管理。